# Sissonne
Sissonne ist eine französische Kleinstadt mit 2061 Einwohnern (Stand: 1. Januar 2022) im Département Aisne in der Region Hauts-de-France; sie gehört zum Arrondissement Laon und zum Kanton Villeneuve-sur-Aisne.

## Geografie
Die Kleinstadt Sissonne liegt etwa 19 Kilometer östlich von Laon am Fluss Souche, der hier entspringt. Nachbargemeinden von Sissonne sind Chivres-en-Laonnois im Nordwesten und Norden, Sainte-Preuve im Norden, Lappion im Nordosten und Osten, La Selve und Nizy-le-Comte im Osten, La Malmaison im Südosten, Amifontaine im Süden, Saint-Erme-Outre-et-Ramecourt im Süden und Südwesten, Montaigu im Südwesten und Westen sowie Marchais im Westen und Nordwesten.

## Bevölkerungsentwicklung
| Jahr                       | 1962 | 1968 | 1975 | 1982 | 1990 | 1999 | 2006 | 2013 | 2022 |
| Einwohner                  | 2162 | 2405 | 2303 | 2229 | 2315 | 2113 | 2242 | 2072 | 2061 |
| Quellen: Cassini und INSEE |      |      |      |      |      |      |      |      |      |

## Wirtschaft und Infrastruktur

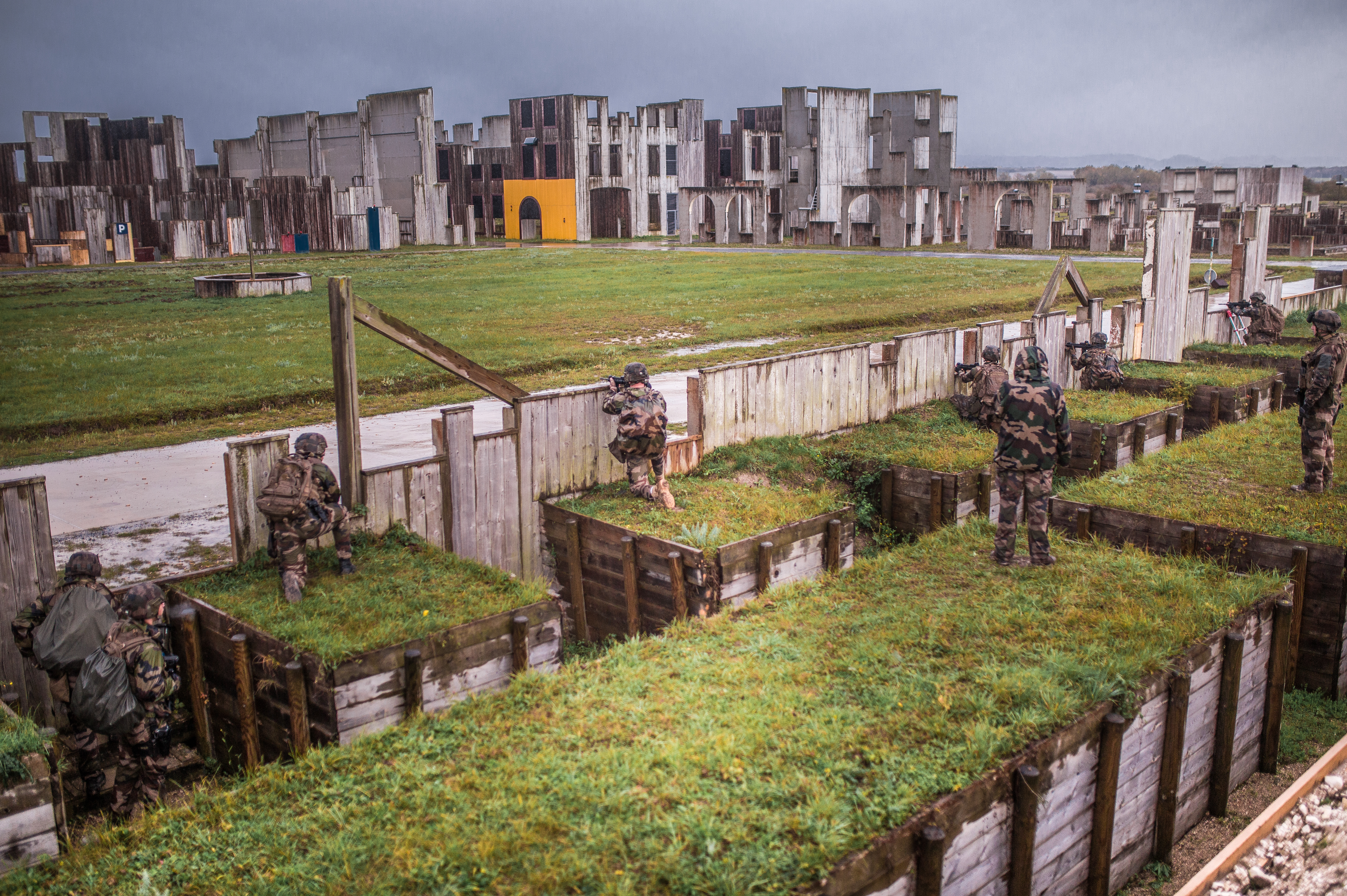
Häuserkampf-Trainingsareal

### Militär
Im Südosten liegt eine Heeres-Kaserne mit einem angeschlossenen 622 Hektar großen Standortübungsplatz der französischen Armee, das „Camp de Sissone“, das seit 1896 existiert. Am Rande des Truppenübungsplatzes gab es während der beiden Weltkriege die beiden Militärflugplätze Sissone und La Selve.
Das Aerodrome Sissone, unmittelbar östlich der Kaserne gelegen, wurde bereits vor dem Ersten Weltkrieg vom französischen Militär genutzt und die deutsche Fliegertruppe nutzte den Platz von Juli 1917 bis Oktober 1918 hauptsächlich als Stützpunkt diverser Jagdstaffeln („Jasta“).
Das Aerodrome La Selve befand sich am Ostrand des Übungsgeländes gleich westlich des namensgebenden Ortes. Auch dieser Flugplatz wurde in den letzten Kriegsjahren des Ersten Weltkriegs von deutschen Jastas genutzt. Während des Zweiten Weltkrieges nutzte die deutsche Luftwaffe den Flugplatz gegen Ende des Westfeldzuges im Mai/Juni 1940. Die III. Gruppe des Jagdgeschwaders 53 (III./JG 53) lag hier für drei Wochen, Mitte Juni für einige Tage verstärkt durch die III. Gruppe des Jagdgeschwaders 52 (III./JG 52), beides Messerschmitt Bf 109-Einheiten. Zu einer geplanten Nutzung nach Beginn der alliierten Invasion in der Normandie im Juni 1944 kam es nicht mehr.
In der Kaserne südöstlich des Ortszentrums sind heute Artillerie- und Marineinfantrie-Regimenter stationiert und 2006/2007 ist auf dem Areal das Centre d'entraînement aux actions en zone urbaine (CENZUB) eingerichtet, in dem die Ausbildung für den Häuserkampf stattfindet.

## Sehenswürdigkeiten
- Kirche Saint-Martin
- Standortkapelle der Militärseelsorge
- Schloss La Garenne
- Rathaus (Hôtel de ville)
- Britischer und deutscher Militärfriedhof

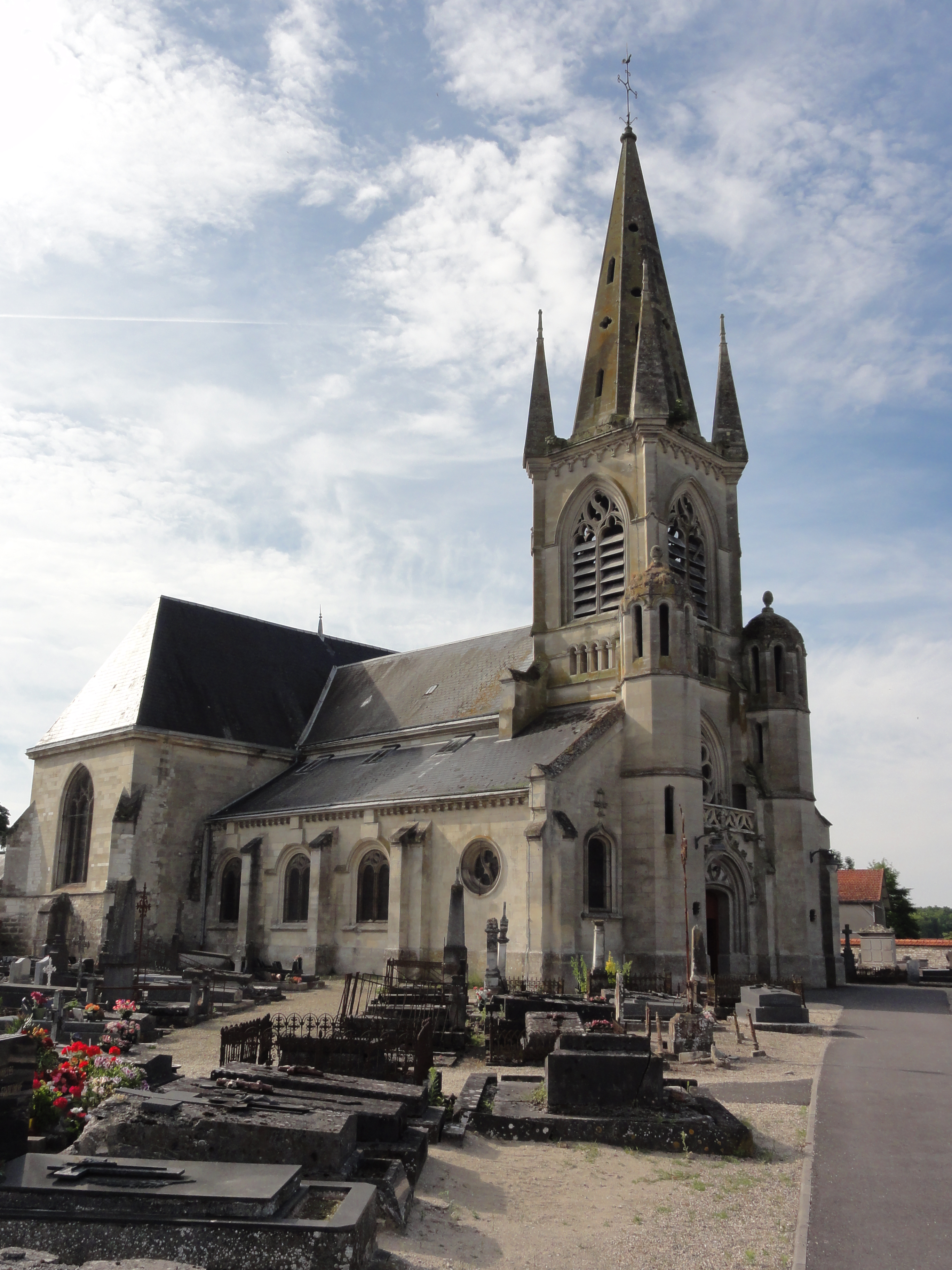
Kirche Saint-Martin
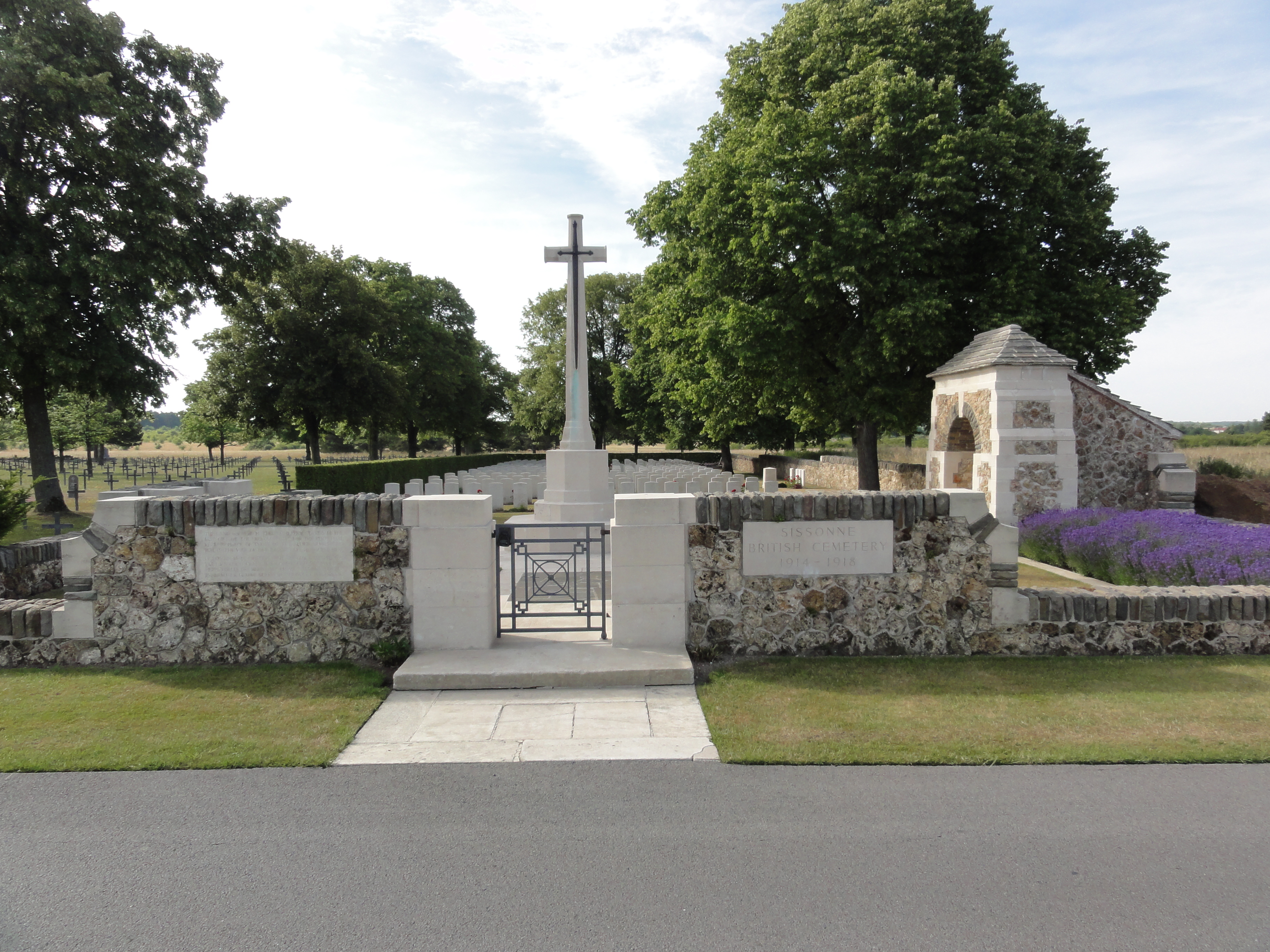
Britischer Soldatenfriedhof
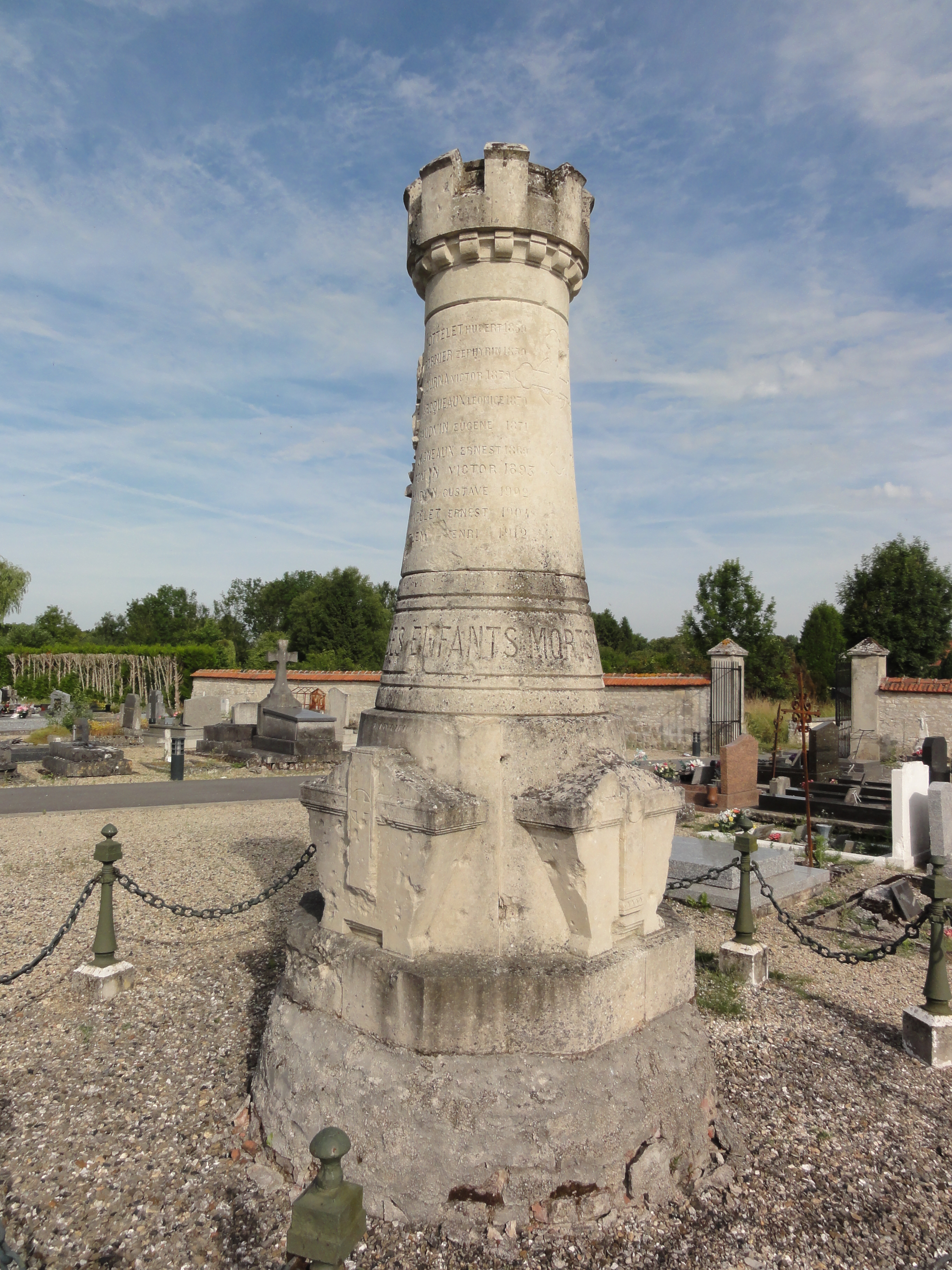
Gefallenendenkmal

## Persönlichkeiten
- Guillaume Dupré (1576–1643), Bildhauer und Graveur
- Sophie Moressée-Pichot (* 1962), Fechterin